# Негенхарри
Негенхарри (нем. Negenharrie) — община в Германии, в земле Шлезвиг-Гольштейн. 
Входит в состав района Рендсбург-Экернфёрде. Подчиняется управлению Бордесхольм-Ланд.  Население составляет 354 человека (на 31 декабря 2010 года). Занимает площадь 12,43 км².
Коммуна подразделяется на 5 сельских округов.